# Evropský rok osob se zdravotním postižením
Rok 2003 byl Evropskou komisí vyhlášen Evropským rokem osob se zdravotním postižením. Někdy se mu také říká Evropský rok postižených osob.
Evropská komise podpořila Evropský rok osob se zdravotním postižením částkou 12 milionů euro. Peníze směřovaly na financování aktivit a projektů spojených s osobami se zdravotním postižením.
Rok byl oficiálně zahájen pod řeckým předsednictvím v Aténách dne 26. ledna 2003. Slavnostní zahájení moderovala Julie Fernandezová. Evropský rok osob se zdravotním postižením skončil konferencí v Římě ve dnech 5. – 7. prosince.